# Paříž, Texas
Paříž, Texas je americké filmové drama, které natočil německý režisér Wim Wenders podle scénáře Sama Sheparda. Hlavní postavou filmu je Travis Henderson, kterého ztvárnil Harry Dean Stanton. V dalších rolích se představili například Nastassja Kinski, Dean Stockwell a Aurore Clément. Autorem originální hudby k filmu je Ry Cooder. Premiéru měl 19. května 1984 na 37. ročníku Filmového festivalu v Cannes, kde získal hlavní cenu – Zlatou palmu. Do amerických kin byl snímek uveden 2. listopadu toho roku. Snímek získal několik dalších ocenění, včetně Ceny BAFTA za nejlepší režii. Název filmu odkazuje na město Paris v Texasu, avšak natáčen zde nebyl.

## Děj
Travis Henderson se sám prochází západotexaskou pouští ve stavu bezvědomí, načež narazí na bar a ztratí vědomí. Německý lékař ho vyšetří a zjistí, že je němý, ale zjistí, že má telefonní číslo, a zavolá na něj. Hovor přijme Walt Henderson, Travisův bratr z Los Angeles. Walt Travise čtyři roky neviděl, ani s ním nebyl v kontaktu a souhlasí, že se pro něj vydá do texaské Terlinguy. Jeho francouzská manželka Anne je tím znepokojena, protože neformálně adoptovali Travisova syna Huntera, přičemž Hunterova biologická matka Jane je rovněž nezvěstná. Walt dorazí do Terlinguy a najde Travise, jak se potuluje od kliniky, kde byl nalezen. Oba bratři se vydají na cestu zpět do Los Angeles. Když je Walt stále více frustrován Travisovou němotou, Travis nakonec vysloví jméno "Paříž" a požádá, aby tam mohl jet. Walt se mylně domnívá, že myslí Paříž ve Francii. O kus dál po cestě Travis ukazuje Waltovi fotografii prázdné nemovitosti v Paříži v Texasu, kterou koupil v domnění, že byl v tomto městě počat.
Bratři dorazí do Los Angeles, kde se Travis znovu setká s Hunterem. Sedmiletý Hunter si na svého otce pamatuje jen velmi málo a k Travisovi se chová ostražitě, dokud se rodina nepodívá na domácí filmy z dob, kdy byli všichni spolu. Hunter si uvědomí, že Travis Jane stále miluje. Když se Hunter a Travis znovu seznámí, Anne Travisovi prozradí, že s ní Jane navázala kontakt, a měsíčně mu ukládá peníze na bankovní účet. Anne vypátrala, že vklady směřují do banky v Houstonu. Travis si uvědomí, že se s Jane může případně setkat, pokud bude v houstonské bance v den dalšího vkladu, do kterého zbývá jen několik dní. Pořídí si levné vozidlo a půjčí si peníze od Walta. Když Hunterovi řekne, že odjíždí, Hunter si přeje jet s ním, ačkoli k tomu nemá svolení Walta ani Anne.
Travis a Hunter jedou do Houstonu, zatímco Hunter líčí Velký třesk a původ Země. Pár hodin po příjezdu do houstonské banky Hunter identifikuje svou matku v autě a skládá zálohu za jízdy. Přes vysílačku zavolá Travise a následují její auto do klubu peep-show, kde pracuje. Zatímco Hunter čeká venku, Travis vejde dovnitř a zjistí, že podnik má pokoje s jednosměrnými zrcadly, kde klienti telefonují se striptérkami. Nakonec vidí Jane, i když ona ho nevidí, a odchází.
Následujícího dne Travis opouští Huntera v hotelu Méridien v centru Houstonu se vzkazem, že cítí povinnost znovu sjednotit matku a syna, protože se v první řadě cítí zodpovědný za jejich oddělení. Travis se vrací do peep show. Když znovu vidí Jane a zdánlivě neví, kdo to je, vypráví jí příběh, zdánlivě o jiných lidech.
Popisuje muže a mladší dívku, kteří se setkávají, vezmou se a mají dítě. Když se dítě narodí, manželka trpí poporodní melancholií a sní o útěku od rodiny. Manžel propadne alkoholismu a začne ji zneužívat, uvězní ji v přívěsu, ve kterém bydlí. Po neúspěšném pokusu o útěk přiváže muž ženu ke kamnům přívěsu a jde spát, sní o tom, že se stáhne na neznámé místo „bez jazyka nebo ulice“, zatímco jeho žena a dítě křičí z kuchyně. Probudí se a zjistí, že přívěs hořel a jeho rodina je pryč, a v zoufalství běží pět dní, dokud zcela neopustí civilizaci.
Jane si uvědomí, že mluví s Travisem a že on vypráví příběh jejich vztahu. Řekne jí, že Hunter je v Houstonu a potřebuje svou matku. Jane zatouží se znovu setkat se svým chlapcem a té noci vstoupí do hotelového pokoje, kde čeká Hunter, zatímco Travis je sleduje z parkoviště. Zatímco Jane objímá Huntera, Travis nasedá do jeho vozidla a odjíždí pryč.